# Wolfhardt Schroedter
Wolfhardt Schroedter (* 1940) ist ein ehemaliger Fluchthelfer an der innerdeutschen Grenze.

## Werdegang
Schroedter studierte in Berlin Ingenieurwissenschaften. Nach dem Bau der Berliner Mauer schloss er sich einer studentischen Fluchthelfergruppe um die Italiener Domenico Sesta und Luigi Spina an. Schroedter zufolge verhalf die Gruppe zwischen 1961 und 1964 mehr als 1000 Personen zur Flucht aus der DDR.
Größere Bekanntheit aufgrund eines Dokumentarfilms der NBC erlangte ein Fluchttunnel, den die Gruppe von der Bernauer Straße aus nach Osten grub. Durch den später Tunnel 29 benannten Stollen konnten am 14. und 15. September 1962 29 Menschen nach West-Berlin fliehen.
Zur Finanzierung des Tunnels hatte Schroedter gemeinsam mit Sesta und Spina die Filmrechte an die NBC verkauft, die die Bauarbeiten mit zwei Kameramännern verfolgte.

## Ehrungen
- 2012: Verdienstkreuz am Bande der Bundesrepublik Deutschland[4][5]